# Cantone di Chavanges
Il Cantone di Chavanges era una divisione amministrativa dell'arrondissement di Bar-sur-Aube.
A seguito della riforma approvata con decreto del 21 febbraio 2014, che ha avuto attuazione dopo le elezioni dipartimentali del 2015, è stato soppresso.

## Composizione
Comprendeva i comuni di:
- Arrembécourt
- Aulnay
- Bailly-le-Franc
- Balignicourt
- Braux
- Chalette-sur-Voire
- Chavanges
- Donnement
- Jasseines
- Joncreuil
- Lentilles
- Magnicourt
- Montmorency-Beaufort
- Pars-lès-Chavanges
- Saint-Léger-sous-Margerie
- Villeret